# Carabine (navire)
Pour les articles homonymes, voir Carabine.

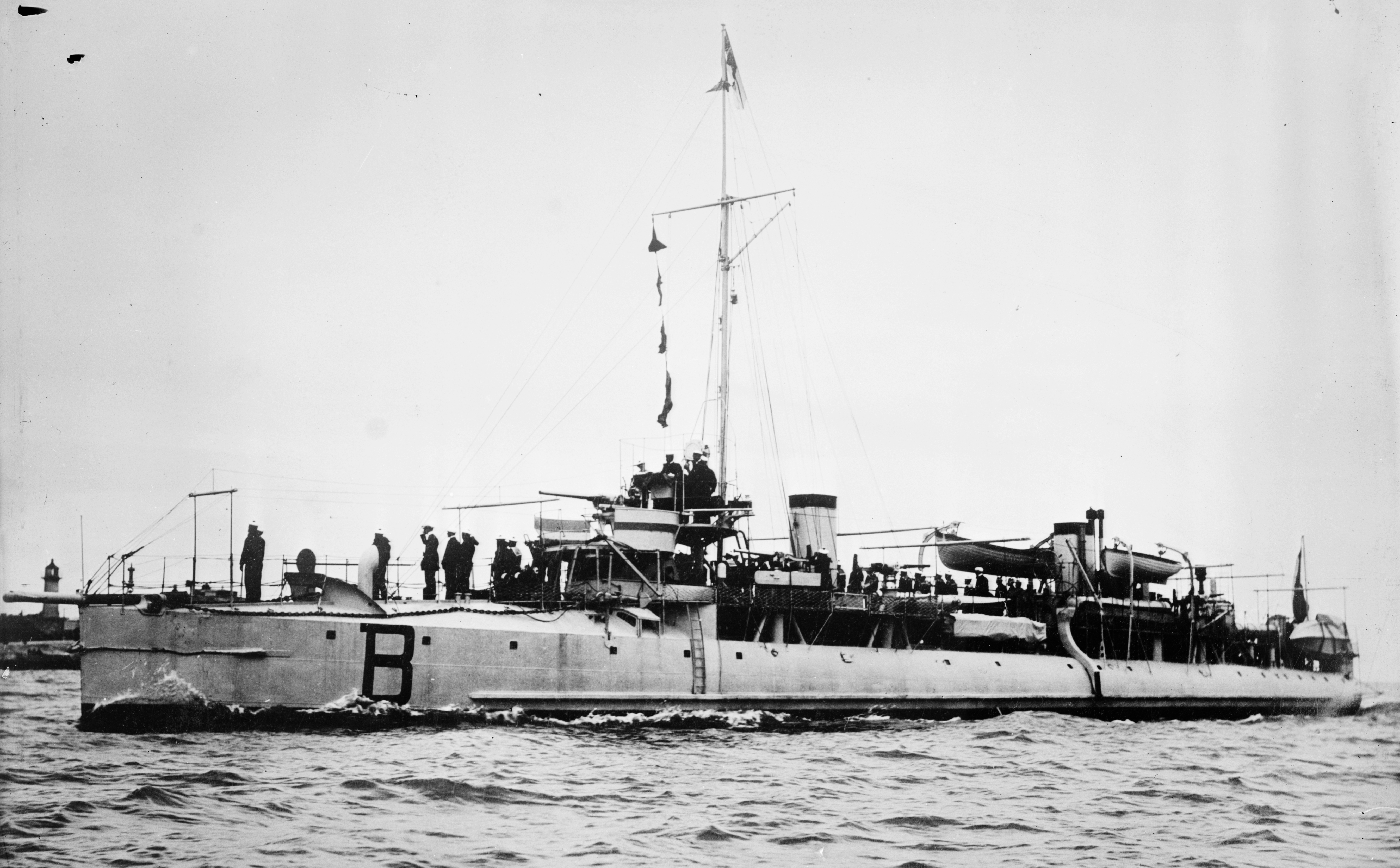
La Bombarde, sister-ship de la Carabine.

La Carabine est un contre-torpilleur français de 300 tonnes de classe Arquebuse en service actif entre 1903 et 1919. Elle fut réalisée principalement par le chantier naval de l'arsenal de Rochefort.

## Chronologie du navire
La première tôle fut découpée en mai 1901, et la coque mise à flot le 21 juillet 1902 après des essais réalisés à Rochefort.
Entré au service actif en septembre 1903, le bâtiment servit principalement dans l'escadre de la Méditerranée, notamment pendant la Première Guerre mondiale, et fut affecté la plupart du temps au port-base de Bizerte.
Il fut retiré du service actif (RSA) le 8 janvier 1919 et fut vendu pour être démoli dans ce même port.

## Caractéristiques
- Déplacement de 302 tonnes
- Moteur de 6 300 chevaux
- Dimensions : 58,3 × 6,4 × 3,2 m
- Vitesse PMP : 30 nœuds[2].

## Faits marquants
- En 1907, l'enseigne de vaisseau Charles Benjamin Ullmo, commandant en second du contre-torpilleur en difficulté financière, vola dans le coffre-fort du commandant des documents classifiés relatifs aux communications de la marine nationale avec l'idée de les revendre en intelligence avec l'ennemi allemand. L'affaire connut un important retentissement médiatique et aboutit à la déportation de Ullmo au bagne de l'Île du Diable[3],[4].
- Le 1er octobre 1918, la Carabine fut abordée par un cargo anglais, subit des dommages et fut réparée à Bizerte.

## Commandants
- GRANDCLÉMENT Gaston Raoul Marie, lieutenant de vaisseau
- COLIN Victor Hubert, lieutenant de vaisseau
- MANDINE Paul Michel, lieutenant de vaisseau
- LE GOUZ de SAINT-SEINE Christian Marie, lieutenant de vaisseau
- MARTIN des PALLIÈRES Gabriel Charles Jules, lieutenant de vaisseau
- RENARD Louis Marie Joseph, lieutenant de vaisseau
- DUC Georges Emmanuel Joseph, lieutenant de vaisseau
- MANGEMATIN Laurent Louis Antoine, capitaine de frégate
- HÉVIN Joseph Victor, lieutenant de vaisseau
- MESNAGE Edmond Alexis, lieutenant de vaisseau
- DUMONT Roger Guillaume André, lieutenant de vaisseau
- MOTET Marc Joseph Marie Pierre, lieutenant de vaisseau[2]